# Kestenovac (Donji Lapac)
Kestenovac falu Horvátországban, Lika-Zengg megyében. Közigazgatásilag Donji Lapachoz tartozik.

## Fekvése
Korenicától légvonalban 28 km-re, közúton 58 km-re délkeletre, községközpontjától légvonalban 10 km-re, közúton 21 km-re északkeletre, Lika keleti részén, a Lapaci mezőtől északra, a bosnyák határ közelében fekszik.

## Története
1857-ben 189, 1910-ben 446 lakosa volt. Az Osztrák–Magyar Monarchia felosztását követően előbb a Szerb-Horvát-Szlovén Királyság, majd Jugoszlávia része lett. A második világháború végéig Jugoszlávián belül Bosznia-Hercegovina része volt, majd néhány északnyugat-boszniai faluval együtt Horvátországhoz csatolták. 1991-ben lakosságának 92 százaléka szerb nemzetiségű volt. A falunak 2011-ben 39 lakosa volt.

## Lakosság
| Lakosság változása | Lakosság változása | Lakosság változása | Lakosság változása | Lakosság változása | Lakosság változása | Lakosság változása | Lakosság változása | Lakosság változása | Lakosság változása | Lakosság változása | Lakosság változása | Lakosság változása | Lakosság változása | Lakosság változása | Lakosság változása |
| ------------------ | ------------------ | ------------------ | ------------------ | ------------------ | ------------------ | ------------------ | ------------------ | ------------------ | ------------------ | ------------------ | ------------------ | ------------------ | ------------------ | ------------------ | ------------------ |
| 1857               | 1869               | 1880               | 1890               | 1900               | 1910               | 1921               | 1931               | 1948               | 1953               | 1961               | 1971               | 1981               | 1991               | 2001               | 2011               |
| 189                | 227                | 212                | 287                | 381                | 446                | 433                | 0                  | 338                | 370                | 333                | 282                | 210                | 159                | 30                 | 39                 |

(1931-ben lakosságát Nebljusihoz számították.)